# Invincible (album Skillet)
| Recensione | Giudizio |
| ---------- | -------- |
| AllMusic   |          |

Invincible è un album studio del gruppo musicale statunitense Skillet, pubblicato nel 2000.

## Tracce
Testi e musiche di John L. Cooper, tranne dove indicato.
1. Best Kept Secret – 3:54
2. You Take My Rights Away – 4:32
3. Invincible – 3:51
4. Rest – 3:48 (John L. Cooper, Korey Cooper)
5. Come on to the Future – 3:54
6. You're Powerful – 3:26 (John L. Cooper, Korey Cooper)
7. I Trust You – 3:38 (John L. Cooper, Korey Cooper)
8. Each Other – 3:25 (John L. Cooper, Korey Cooper)
9. The Fire Breathers – 3:41
10. Say It Loud – 3:32
11. The One – 4:12
12. You're in My Brain – 10:37
13. Angels Fall Down – traccia fantasma contenuta in You're in My Brain

## Formazione
- Trey McClurkin - batteria
- Skidd Mills - missaggio, ingegneria del suono
- Korey Cooper - tastiere, campionatore
- Skidd Mills - chitarra
- John L. Cooper - voce, basso, tastiere, chitarra
- Kevin Haaland - chitarra
- Ken Steorts - chitarra
- Kent Smith - chitarra
- Kevin Haaland - chitarra
- Mike Salopek - chitarra
- Tim Palmer - chitarra

## Classifiche
| Classifica                 | Posizione migliore |
| -------------------------- | ------------------ |
| Heatseekers                | 22                 |
| Top Contemporary Christian | 13                 |